# André Songeon
André Songeon ( Lyon, 1826 - íbid 1905) fue un botánico y taxónomo francés. Con su amigo y botánico Alfred Charles Chabert (1836 - 1916), de apenas doce años, realizaron exploraciones naturalistas por la región

## Algunas publicaciones

### Libros
- Songeon, A; A Chabert. 1896. Herborisations aux environs de Chambéry. 52 pp.
- 1907.  Recherches sur le mode de développement des organes végétatifs de diverses plantes de la Savoie. Ed. Chambéry : Impr. Nouvelle, 258 pp.

## Honores

### Epónimos
- (Campanulaceae) Campanula songeonii Chabert[2]

- (Scrophulariaceae) Alectorolophus songeonii Sterneck[3]

- (Scrophulariaceae) Euphrasia songeonii Chab.[4]

- (Scrophulariaceae) Rhinanthus songeonii Chab.[5]
- La abreviatura «Songeon» se emplea para indicar a André Songeon como autoridad en la descripción y clasificación científica de los vegetales.[6]